# Iglesia de San Pedro (Las Casas de Alcanar)
La iglesia de San Pedro es un edificio religioso de la población de Las Casas de Alcanar perteneciente a la comarca catalana del Montsiá en la provincia de Tarragona. Es una iglesia de estilo ecléctico incluida en el Inventario del Patrimonio Arquitectónico de Cataluña y protegida como Bien Cultural de Interés Local.

## Historia
El año 1757, el obispo mandó al Ayuntamiento de Alcanar reparar la «ermita de San Pedro del Mar». Debía tratarse de un edificio anterior al actual que, si por estas fechas ya estaba dañado, debía de haber sido construido desde hacía tiempo. No sabemos si el emplazamiento era el mismo que el de la actual, ya que algunas opiniones apuntan hacia una antigua torre ubicada donde ahora está la iglesia. Sólo hay dos referencias concretas: una es la fecha «1862» grabada sobre la puerta de acceso, y, la otra, es del año 1865, fecha que fueron terminadas las obras. También se ha encontrado documentada una "iglesia del mar" de 1871, que aún estaba incabada ya que «había que mirar cómo construir el tejado».
Antes se ha dicho que la iglesia se levantó en el solar donde, en principio, había habido una torre fortificada. Esta se hizo en honor de Felipe V y era conocida como torre de San Felipe o San Pedro, del siglo XVIII. Hay testigos que todavía se acuerdan de haber visto la base de una torre cuadrada en la parte central superior de la plaza de la iglesia que desapareció en pavimentar todo el sector.
En 1944 se colocó el actual reloj. El obispo de Tortosa mandó sacar la maquinaria del reloj en 1959, pero esto no se hizo hasta 1994, cuando el rector Juan Ferre volvió a dar la orden con la idea de ampliar el coro. Actualmente, esta iglesia es parroquial.

## Descripción

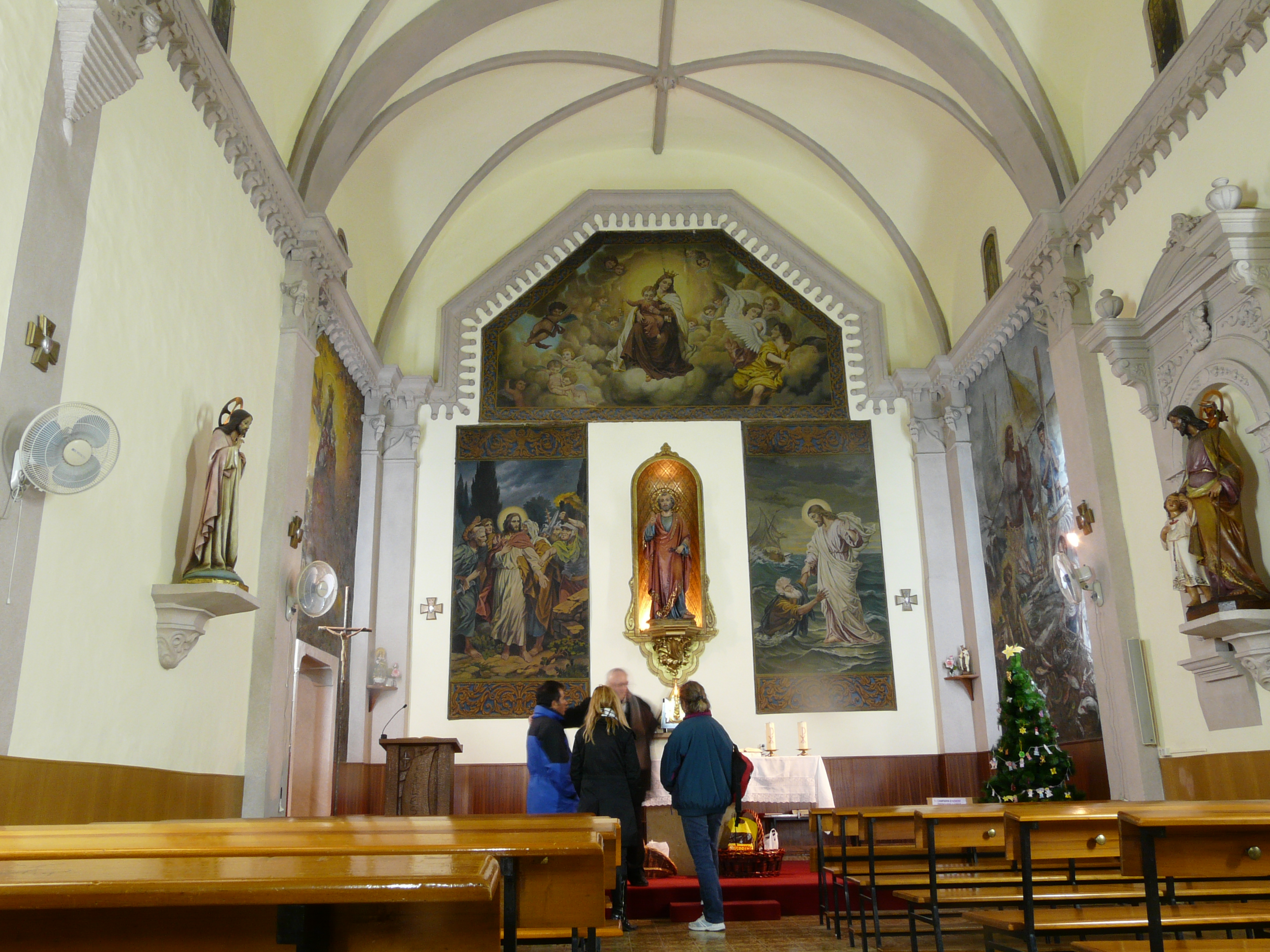
Interior del templo.

Es sufragánea de la iglesia parroquial de Alcanar y consta de planta rectangular con una sola nave, sin capillas.

### Interior
Los muros, hechos de mampostería enlucida, en el interior se dividen en cuatro sectores mediante pilastras, con capiteles de tipo corintio, que se corresponden con los cuatro tramos de la bóveda. Una imposta sostenida por pequeños canecillos decorativos recorre los muros diferenciándolos de la cubierta; encima, pequeñas ventanas con arco de medio punto. Bóveda de crucería sexpartida, determinada por arcos de medio punto y dividida en cuatro tramos por arcos torales que se apoyan en las pilastras de los muros laterales.
En el presbiterio de la iglesia hay pinturas y tapices decorando los muros: en el lado del Evangelio hay una pintura de la Virgen del Remedio, y una de la Pesca Milagrosa en el lado de la Epístola. En el muro del fondo, tres tapices representan Jesús sobre las aguas, el Beso de Judas y la Virgen y el Niño rodeados de ángeles.

### Exterior
En el exterior, la fachada es rectangular y tiene un campanario de espadaña encima; la puerta tiene un dintel enmarcado con piedra, y sobre ella una hornacina, con encuadre de inspiración clásica, que cobija la figura de san Pedro. En el nivel superior hay moldura decorativa.